# ديميتار كوستوف
ديميتار كوستوف (بالبلغارية: Димитьр Иванов Костов)‏ مواليد 27 يوليو 1936 في بلغاريا، هو لاعب كرة قدم بلغاري. يلعب في مركز الدفاع. مثّل منتخب بلغاريا لكرة القدم. سبق له أن لعب في كأس العالم لكرة القدم مع منتخب بلاده في مونديال 1962.

## المسيرة الاحترافية

### أندية لعب لها
- سلافيا صوفيا

## روابط خارجية
- ديميتار كوستوف على موقع الاتحاد الدولي (مؤرشف)  (الإنجليزية)
- ديميتار كوستوف على موقع قاعدة بيانات كرة القدم.إي يو (الإنجليزية)
- ديميتار كوستوف على موقع عالم كرة القدم.نت (الإنجليزية)